# O Grande Elias
O Grande Elias é um filme português realizado em 1950 por Arthur Duarte. Data de lançamento 12 de Dezembro de 1950. É uma comédia acerca de uma família modesta (pai, mãe e filha) que recebe generosas quantias de uma tia do Brasil que os julga ricos. Quando, um dia, chega a notícia da visita da tia do Brasil, tudo entra em polvorosa no sentido de manterem a mentira.

## Elenco
- Francisco Ribeiro ...Frail wrestler
- António Silva     ...Elias
- Milú              ...Ana Maria
- Cremilda de Oliveira
- Humberto Madeira       ...Wrestling manager
- Maria Olguim           ...Francisca
- Licinio Sena
- Estevão Amarante